# Улица Декабристов (Владикавказ)
Улица Декабристов — улица во Владикавказе, Северная Осетия, Россия. Улица располагается в Иристонском муниципальном округе Владикавказа между улицами Шмулевича и Садовой. Начинается улицы Шмулевича.
Улицу Декабристов пересекают улицы Руслана Салатова, Батумская, Дербентская, Бакинская, Степана Разина и Максима Горького.
Улица названа именем русских революционеров-декабристов, организовавших восстание в 1825 году.
Улица образовалась в первой половине XX века и впервые была отмечена под современным наименованием на Плане города Орджоникидзе от 1937 года.